# Scheloribates lucasiformis
Scheloribates lucasiformis är en kvalsterart som först beskrevs av Trägårdh 1905.  Scheloribates lucasiformis ingår i släktet Scheloribates och familjen Scheloribatidae. Inga underarter finns listade i Catalogue of Life.